# 王维澄
王维澄（1929年6月—2024年6月13日），浙江桐庐人。曾任中共中央政策研究室主任、中共中央委员、全国人民代表大会常务委员会委员、全国人大法律委员会主任委员。

## 生平
1948年加入中国共产党。1949年於杭州市政府工作。後於中华人民共和国国务院工作，出任总理办公室秘书。1980年於国务院办公厅调查研究室工作，後出任主任，并兼任中央财经领导小组副秘书长。1987年，出任中共中央宣传部副部长。1989年，接替鲍彤，出任中共中央政策研究室主任，负责中共中央研究政治理论工作。1997年卸任政研室主任。1998年3月，第九届全国人大第一次会议上，他当选全国人民代表大会常务委员会委员，兼全国人大法律委员会主任委员。2003年卸任。
2024年6月13日，王维澄因病在北京逝世，享年95岁。